# Agrostis juncea
Agrostis juncea é uma espécie de gramínea do gênero Agrostis, pertencente à família Poaceae.